# IMac (Apple Silicon)
L'iMac con processore Apple Silicon è un computer all-in-one progettato, prodotto e venduto da Apple, che sostituisce i precedenti iMac con processore Intel.
È stato presentato il 20 aprile 2021 ed è stato commercializzato a partire dal 21 maggio dello stesso anno.

## Panoramica
Il 22 giugno 2020 il CEO di Apple Tim Cook ha annunciato la transizione di tutti gli hardware macOS dai processori Intel a quelli Apple Silicon con architettura ARM64.
L'iMac con Apple Silicon monta un display con risoluzione 4,5K, fotocamera FaceTime 1080p, processore di immagine migliorato, tre microfoni e un sistema di sei altoparlanti stereo con subwoofer e tweeter surround con supporto Dolby Atmos. Rispetto al modello precedente supporta poi il Wi-Fi 6, dispone di porte Thunderbolt 3 e output video fino a 6K per sfruttare il Pro Display XDR. I modelli includono anche un connettore di alimentazione magnetico — in tinta con il dispositivo — ed un alimentatore esterno che può essere configurato con una porta Gigabit Ethernet.
La dotazione comprende anche Magic Keyboard e Magic Mouse 2 o Magic Trackpad 2 abbinato al colore. La tastiera, con i tasti agli angoli arrotondati nella parte esterna rispetto a quella squadrata della versione precedente, è offerta in diverse configurazioni: con o senza tastierino numerico e con o senza il Touch ID. Le tastiere con il sensore di impronte digitali sono compatibili anche con gli altri Mac con processore M1, ma viene venduta soltanto in dotazione all'iMac e non separatamente.

### Design
L'iMac con processore Apple rappresenta il più importante redesign fin dal 2012, grazie al suo spessore ridotto enormemente rispetto all'iMac con processore Intel e all'introduzione delle colorazioni, riprese dal logo dell'azienda utilizzato dal 1977 al 1998; è il primo modello disponibile in più colorazioni dopo l'iMac G3.

### Specifiche tecniche
| Modello                     | iMac 24" | iMac 24" |
| --------------------------- | --- | --- |
| Data di commercializzazione | seconda metà di maggio 2021                                                                                                | seconda metà di maggio 2021                                                                                                   |
| Schermo                     | 23,5" (600 mm), 4480 × 2520 a 218 ppi, luminosità 500 nit Ampia gamma cromatica (P3) Tecnologia True Tone                  | 23,5" (600 mm), 4480 × 2520 a 218 ppi, luminosità 500 nit Ampia gamma cromatica (P3) Tecnologia True Tone                     |
| System-on-a-chip            | Apple M1 | Apple M1 |
| CPU                         | Processore ARMv8-A octa-core da 5 nm e 3,2 GHz (4 core ad alte prestazioni Firestorm + 4 core ad alta efficienza Icestorm) | Processore ARMv8-A octa-core da 5 nm e 3,2 GHz (4 core ad alte prestazioni Firestorm + 4 core ad alta efficienza Icestorm)    |
| RAM                         | 8 GB LPDDR4X-4266 (configurabile fino a 16 GB)                                                                             | 8 GB LPDDR4X-4266 (configurabile fino a 16 GB)                                                                                |
| GPU                         | 7 core (2 porte) | 8 core (4 porte) |
| Archiviazione               | SSD da 256 GB (configurabile fino a 1 TB)                                                                                  | SSD da 256 o 512 GB SSD (configurabile fino a 2 TB)                                                                           |
| Connettività                | Wi-Fi 6 integrato (802.11a/b/g/n/ac/ax) Bluetooth 5.0                                                                      | Wi-Fi 6 integrato (802.11a/b/g/n/ac/ax) Bluetooth 5.0 Gigabit Ethernet                                                        |
| Fotocamera                  | Fotocamera FaceTime HD 1080p con processore del segnale di immagine M1                                                     | Fotocamera FaceTime HD 1080p con processore del segnale di immagine M1                                                        |
| Uscita video                | Monitor esterno fino a 6K a 60 Hz Uscita video digitale Thunderbolt 3 Uscita DisplayPort nativa via USB‑C                  | Monitor esterno fino a 6K a 60 Hz Uscita video digitale Thunderbolt 3 Uscita DisplayPort nativa via USB‑C                     |
| Audio                       | Altoparlanti stereo Jack per cuffie da 3,5 mm                                                                              | Altoparlanti stereo Jack per cuffie da 3,5 mm                                                                                 |
| Periferiche                 | 2 porte Thunderbolt 3 / USB-C 4.0 fino a 40 Gb/s (nessun supporto per eGPU)                                                | 2 porte Thunderbolt 3 / USB-C 4.0 fino a 40 Gb/s (nessun supporto per eGPU) 2 porte USB-C 3.1 Gen 2 aggiuntive fino a 10 Gb/s |
| Colori                      | Blu, verde, rosa e argento                                                                                                 | Blu, verde, rosa, argento, giallo, arancione e viola                                                                          |